# Stanisław Zarychta
Stanisław Henryk Zarychta (ur. 9 listopada 1958 w Czeladzi) – oficer polskiej Marynarki Wojennej w stopniu wiceadmirała w stanie spoczynku, doktor habilitowany inżynier nawigator, w okresie od 1990 do 2001 roku dowódca ORP "Hydrograf" i grupy Okrętów Rozpoznawczych, następnie dowódca 6 Ośrodka Radioelektronicznego, zastępca szefa Zarządu Analiz Wywiadowczych i Rozpoznawczych Sztabu Generalnego Wojska Polskiego, zastępca dowódcy Centrum Szkolenia Sił Połączonych NATO, w latach 2010-2018 Dowódca Centrum Operacji Morskich - Dowództwo Komponentu Morskiego, odznaczony Złotym Krzyżem Zasługi.

## Wykształcenie
Stanisław Henryk Zarychta urodził się 9 listopada 1958 roku w Czeladzi. W latach 1973–1978 uczęszczał do Technikum Kolejowego w Sosnowcu, a po zdaniu matury został przyjęty do Wyższej Szkoły Marynarki Wojennej im. Bohaterów Westerplatte w Gdyni. Studia ukończył w 1983 roku i uzyskał tytuł zawodowy magistra inżyniera nawigatora. Praca magisterska została uznana za najlepszą. Jednocześnie otrzymał promocję oficerską na stopień wojskowy podporucznika marynarki. Jest również absolwentem kursów sztabowych w Królewskiej Akademii Sztabu Marynarki Wojennej Wielkiej Brytanii w Londynie (1992) oraz Akademii Dowodzenia Marynarki Wojennej Stanów Zjednoczonych w Newport (1995). W 1998 roku w Akademii Obrony Narodowej w Warszawie odbył kurs przygotowawczy dla oficerów wytypowanych do służby w strukturach wojskowych NATO. Legitymuje się znajomością języka angielskiego na poziomie 3 zgodnie z wymaganiami STANAG. W listopadzie 2011 roku obronił rozprawę doktorską na Wydziale Dowodzenia i Operacji Morskich AMW, zatytułowaną Struktury militarne Paktu Północnoatlantyckiego w kreowaniu bezpieczeństwa państw członkowskich. Sześć lat później, we wrześniu 2017 roku uzyskał stopień naukowy doktora habilitowanego na Wydziale Dowodzenia i Operacji Morskich AMW, na podstawie pracy pt. Broń jądrowa w kształtowaniu bezpieczeństwa 1945-2015.

## Służba wojskowa
Na pierwsze stanowisko – oficera nawigacyjnego – został skierowany na okręt rozpoznania radioelektronicznego ORP "Hydrograf" projektu 863. W 1985 roku wyznaczono go dowódcą działu okrętowego I nawigacyjnego, a dwa lata później objął obowiązki zastępcy dowódcy na bliźniaczym ORP "Nawigator". W 1990 roku powrócił na "Hydrografa", przejmując dowództwo nad tą jednostką pływającą. Od 1996 do 1997 roku był starszym oficerem w Oddziale II Rozpoznania Sztabu Marynarki Wojennej w Gdyni. Następnie został dowódcą grupy Okrętów Rozpoznawczych 3 Flotylli Okrętów w Gdyni. W tym okresie grupę okrętów Rozpoznawczych uznano za najlepszą jednostkę rozpoznawczą Sił Zbrojnych Rzeczypospolitej Polskiej (1998) oraz otrzymała Znak Honorowy Sił Zbrojnych Rzeczypospolitej Polskiej (2001). W 2002 roku kmdr Stanisław Zarychta objął stanowisko dowódcy 6 Ośrodka Radioelektronicznego w Gdyni, natomiast od 2004 roku był szefem Zarządu Rozpoznania i Walki Elektronicznej N2 Sztabu Marynarki Wojennej w Dowództwie Marynarki Wojennej. W 2005 roku kierowana przez niego komórka organizacyjna uzyskała tytuł Przodującego Zarządu Rozpoznania i Walki Elektronicznej Dowództw Rodzajów Sił Zbrojnych. 15 sierpnia 2007 roku został mianowany kontradmirałem i wyznaczony zastępcą szefa Zarządu Analiz Wywiadowczych i Rozpoznawczych P2 Sztabu Generalnego Wojska Polskiego. Od 26 maja 2008 roku pełnił obowiązki zastępcy dowódcy Centrum Szkolenia Sił Połączonych NATO w Bydgoszczy. Z dniem 15 sierpnia 2010 roku został wyznaczony na stanowisko dowódcy Centrum Operacji Morskich. Od 1 lipca 2013 r. zajmuje stanowisko Dowódcy Centrum Operacji Morskich – Dowódcy Komponentu Morskiego. W dniu 1 sierpnia tego samego roku Prezydent RP nadał kontradmirałowi Zarychcie stopień wiceadmirała. W dniu 26 kwietnia 2018 roku został zwolniony ze stanowiska Dowódcy Centrum Operacji Morskich-Dowódcy Komponentu Morskiego przekazując obowiązki kmdr Mariuszowi Kościelskiemu.
Jest żonaty, ma córkę i syna. Interesuje się literaturą faktu, historią wojskowości, muzyką poważną oraz turystyką. Na stałe mieszka w Gdyni.

## Odznaczenia
- Złoty Krzyż Zasługi[4],
- Srebrny Medal "Siły Zbrojne w Służbie Ojczyzny"
- Złoty Medal "Za Zasługi dla Obronności Kraju"